# Motigino
Motigino (oroszul: Мотыгино) városi jellegű település Oroszország ázsiai részén, a Krasznojarszki határterületen, a Motiginói járás székhelye.
Népessége: 5902 fő (a 2010. évi népszámláláskor).

## Elhelyezkedése
Krasznojarszktól 511 km-re északra, az Angara alsó folyásának jobb (északi) partján helyezkedik el, 119 km-re a torkolattól. 163 km-re nyugatra, Leszoszibirszkben van a legközelebbi vasútállomás, és 275 km-re délre van Kanszk a transzszibériai vasútvonalon. A település környékét és a járás területének legnagyobb részét tajga borítja.

## Története
A település 1671-ben keletkezett, nem messze az 1628-ban létesített Ribnoje nevű kozák cölöperődtől (ma is létező falu a folyó partján). A területen abban az időben evenkik éltek. A tajga mélyén, a mai Juzsno-Jenyiszejszk környékén először 1837-ben találtak aranyat, és az Alsó-Angara vidékén is megkezdődött az „aranyláz”. Több száz aranymosó telep alakult, különösen az Angarába ömlő Kamenka, valamint mellékfolyója, az Ugyerej völgyében.
A járást 1925-ben alakították meg, akkor még Uregyeji járás néven, Juzsno-Jenyiszejszk székhellyel. A világháború előtt a szovjet aranytermelés jelentős részét ez a járás adta. Az 1930-as években Motiginótól kb. 30 km-re északra antimont kezdtek bányászni, majd feldolgozni is, és létrejött Razdolinszk település (a bánya 1965-re kimerült). Később újabb ásványi lelőhelyeket fedeztek fel (szén, bauxit, magnezit, zsírkő, cink, ólom.). 1955-ben a járás székhelyét áthelyezték Motiginóba, ahol elkezdődött a megfelelő intézmények és székházak létesítése. A járást csak 1963-ban nevezték át mai nevére.